# Henri Bertini
Henri Jérôme Bertini (Londres, 28 de octubre de 1798, Meylan, 30 de septiembre de 1876) fue un compositor y pianista francés.

## Biografía
Henri Jérôme Bertini nació en Londres en 1798,pero su familia regresa a París seis meses más tarde. Recibe su primera formación musical de su padre y su hermano, un alumno de Muzio Clementi. Fue considerado como un niño prodigio y a la edad de 12 años, su padre le llevó a Inglaterra, Holanda, Flandes y Alemania donde fue recibido con entusiasmo. 
Al finalizar sus estudios de composición en Inglaterra y en Escocia, es nombrado profesor de música en Bruselas, pero vuelve a París en . Se dice que Bertini actuó en un concierto con Franz Liszt en los salones Pape el 20 de abril de 1828. El programa comprendía una transcripción hecha por Bertini de la sinfonía nº 7 en La mayor de Beethoven para ocho manos (los otros pianistas era Sowinsky y Schunke). También había sido admirado como intérprete de música de cámara. Dio conciertos con sus amigos Antoine Fontaine (violín) y Auguste Franchomme (violonchelo). Se le conoce particularmente por su colección de circa 500 études (piezas a piano para estudiantes). Entre sus alumnos destaca Eugenie de Santa Coloma Sourget. 
Se mantuvo activo en los alrededores de París hasta alrededor de , cuando se retiró de la escena musical. En 1856, se instala en  Meylan (cerca de Grenoble) donde muere el 30 de septiembre de 1876.